# Hippolytos (König von Sikyon)
Hippolytos (altgriechisch Ἱππόλυτος Hippólytos) ist in der griechischen Mythologie der Sohn des Rhopalos.
Nach dem Tode des Zeuxippos wurde er König von Sikyon. Agamemnon, der König von Mykene, zog mit einem Heer gegen Sikyon. Hippolytos ergab sich und diente fortan Agamemnon. Sein Nachfolger wurde sein Sohn Lakestades.
Eusebius von Caesarea führt Hippolytos in seiner Königsliste von Sikyon nicht auf und lässt auf Zeuxippos die Karneenpriester folgen.